# 陳之驤
陳之驤（16世紀—1640年代），字逵伯，浙江紹興府蕭山縣人，明朝、南明軍事人物。

## 生平
陳之驤年少到北方，得到蘇觀生重視，進入范志完幕府，擔任副總兵、參軍，兼任左軍都督同知中軍旗鼓。范志完被殺，他跟隨蘇觀生到廣州。唐王朱聿𨮁在隆武帝被殺後即位，改元紹武，命令陳之驤總督五軍。他方才巡城，清朝軍隊已經攻至，倉卒發砲還擊，但誤中藥局，多人傷亡。陳之驤半身焦黑，右手被燒爛，只好向東爬行到杜門。清朝將令打算招降他，他不屈服，魏裔介招降，他也不復出，在家去世。

## 引用
1. 1 2  錢海岳《南明史·卷四十九·列傳第二十五》：陳之驤，字逵伯，蕭山人。少北遊，蘇觀生重之。入范志完幕，以副總兵為參軍，兼令左軍都督同知中軍旗鼓。志完死歸，後從觀生廣州。
2. ↑  錢海岳《南明史·卷四十九·列傳第二十五》：唐王聿𨮁建號，命總督五軍。方巡城，清兵迫，倉卒礮拒火反擊，誤焚藥局，兵民死者無數。之驤半體焦黑，右手糜爛，扶服東歸杜門。清將欲降之，不屈。魏裔介招，亦不起，卒於家。